# Tömegmegmaradás
A tömeg/anyagmegmaradás törvénye (a Lomonoszov−Lavoisier-törvény) kimondja, hogy egy zárt anyagi rendszer tömege állandó marad, függetlenül a rendszeren belül lejátszódó folyamatoktól. Ekvivalens állítás, hogy az anyag megváltoztathatja a megjelenési formáját, de nem teremthető és nem tüntethető el. Ebből következik, hogy egy kémiai folyamatban a reagensek tömegösszege egyenlő a termékek tömegösszegével.
A tömegmegmaradás nem mindig teljesül, és ez függ az anyag és a tömeg definíciójától. A modern fizikában a tömeg és az anyag ekvivalensek az energiával és így az energiamegmaradás – ami mindig teljesül – magában foglalja az anyagot és energiáját.

## Tömegmegmaradás a speciális relativitáselméletben
Az anyag – sok energiatípust nem beleértve – általában nem marad meg a speciális relativitáselméletben. Az hogy a tömeg megmarad-e, attól függ, milyen tömegre gondolunk, és hogyan mérjük.
A relativisztikus tömeg vagy mozgási tömeg ekvivalens a relativisztikus energiával – a fizikusok nem is használják ezeket a tömegfogalmakat, csak az energiát – tehát ez a tömegtípus minden folyamatban megmarad, mivel a teljes energia megmarad.
Az invariáns tömeg megfigyelőtől és vonatkoztatási rendszertől függetlenül megmarad. Az invariáns tömeget nyugalmi tömegnek is hívjuk, még akkor is, ha egy rendszer – aminek az össztömegéről szó van – alkotórészei nincsenek nyugalomban, hanem mozognak (például rezegnek stb.). Ez is megmarad minden tehetetlenségi megfigyelő számára, amíg a rendszer zárt. A fizikusok az invariáns vagy nyugalmi tömeget hívják egyszerűen tömegnek.
Néha egy-egy tömegfajta nem marad meg relativisztikus folyamatokban, pl.:
1) Amikor invariáns tömeg (mint aktív energia számos formája) elhagyhatja a rendszert anélkül, hogy ezt nyomon követnénk. A rendszer teljes lezárása (hő és sugárzások szempontjából) szükséges a tömegmegmaradáshoz. Ha a tömegeket mindig standard hőmérsékleten mérjük, akkor hő formájában tömeg távozhat a rendszerből.
2) Nem marad meg az invariáns tömeg akkor sem, ha azt komponensenként adjuk össze. Azaz ha mondjuk egy részecske elbomlik két másikra, akkor a kiinduló részecske invariáns tömege akkora, mint a két bomlástermék együttes invariáns tömege és nagyobb, mint a bomlástermékek invariáns tömegének összege. A különbség a bomlástermékek mozgási energiájaként jelenik meg.

## Kvantitatív példa a kémiában
A kémiai folyamatok esetén a tömegmegmaradás nagyon jó közelítéssel alkalmazható, mivel a reakcióban részt vevő atomok és molekulák tömege jóval nagyobb, mint a kémiai folyamatok – az atommagok és elektronok közötti elektromágneses kölcsönhatásából származó – energiájának tömegegyenértéke. Például egy gramm TNT-ből 4184 J energia szabadul fel, amikor felrobban. Egy gramm TNT (vagy akármi más) nyugalmi energiája viszont 90 TJ, azaz kb. 20 milliárdszor nagyobb.

## Történeti fejlődés és fontosság
A tömegmegmaradás törvényét (ami ténylegesen a súlymegmaradás, ha a súlyt korrekten mérjük) Antoine Lavoisier fogalmazta meg világosan 1789-ben, akit emiatt gyakran a modern kémia atyjának is tartanak. Mindazonáltal Mihail Vasziljevics Lomonoszov már 1748-ban hasonló gondolatokat fejtett ki és bizonyított kísérletileg. Történetileg a tömeg és súly megmaradása homályban maradt évezredekig, amíg a vákuumpumpa lehetővé nem tette a gázok súlyának megmérését mérlegen. Amint felismerték, a tömegmegmaradás kulcsfontosságú szerepet játszott az alkímiától a modern kémiához való fordulásban. Ezután a gázoknak a földi atmoszférában való lebegése már nem gátolta meg az anyagok egymásba alakulásának vizsgálatát.